# Сосламбеков, Юсуп Эдилбекович
Юсуп Эдилбекович Сосламбеков (1956, Казахская ССР, СССР — 27 июля 2000, Москва, Россия) — чеченский государственный, политический и военный деятель, занимал высокие посты в системе Чеченской Республики Ичкерия. Кандидат социологических наук.

## Биография
Образование — незаконченное высшее. Сидел в тюрьме за уголовное преступление.
Кандидат социологических наук.
Один из членов ОКЧН, заместитель председателя Исполкома. Один из лидеров «чеченской революции».
Министр обороны Чеченской Республики в 1991—1992 годах.
В 1992 году был назначен председателем комитета по иностранным делам Парламента Чеченской Республики Ичкерия.
В конце 1992 году перешёл на сторону антидудаевской оппозиции.
В 1992—1993 годах обеспечивал отправку чеченских добровольцев на грузино-абхазскую войну.
Председатель Парламента Чеченской Республики со 2 мая по 4 июня 1993 года. После государственного переворота и разгона Парламента сторонниками Дудаева переехал в Москву, где создал «Правительство ЧРИ в изгнании», назначив себя его председателем.
В 1994 году в Москве создал и возглавил Фонд возрождения народов Кавказа.
Осудил ввод российских войск в Чечню.
После вывода российских войск в 1996 году возвращается в Чечню.
Президент Конфедерации горских народов Кавказа с 1996 года по 27 июля 2000 года.
В 1997 году кандидат в Президенты ЧРИ. За него проголосовало незначительное число избирателей (меньше 1 %).
В сентябре 1998 года назначен вице-премьером ЧРИ по внешнеполитическим вопросам и специальным представителем ЧРИ в иностранных государствах. В декабре 1998 года шариатский суд ЧРИ снял Сосламбекова с обоих постов.

## Семья
Был женат. Вдова — Зухра Молочаева.
Брат — Руслан Сосламбеков. Сепаратист, светский националист. Летом 1995 года сформировал и возглавил малочисленное Движение народной дипломатии «За мир и единство».

## Гибель
18 июля 2000 года был тяжело ранен наёмным убийцей в Москве в районе Тёплый Стан. Неизвестный пять раз выстрелил в него из пистолета: три раза в голову, два в грудь, после чего благополучно скрылся. Сосламбеков скончался 27 июля в больнице, не приходя в сознание. Незадолго до этого он сказал, что имеет доказательства связи Бориса Березовского с чеченскими боевиками.

## Память
В 2001 году в Абхазии была выпущена марка с его портретом.